# Augustin de Villeneuve-Bargemont
Augustin de Villeneuve-Bargemont, né le 16 juillet 1909 et mort le 25 juillet 1989 à Davenescourt, est un responsable agricole et un homme politique français.

## Biographie
Augustin de Villeneuve-Bargemont est le fils du vicomte Alban de Villeneuve-Bargemont, propriétaire du château de Davenescourt, conseiller général du canton de Montdidier, le petit-fils d'Auguste Balsan, député, et l'arrière-petit-fils d'Alban de Villeneuve -Bargemon, préfet et député.
Il suit ses études à l'Institution Notre-Dame de Sainte-Croix, puis à l'Institut agricole de Beauvais et à l'École de cavalerie de Saumur.
Ingénieur agricole, Augustin de Villeneuve est aussi officier de cavalerie. À la suite des combats menés pendant l'invasion allemande, en 1940, il est retenu en captivité en Allemagne jusqu'en 1945. Il reçoit la croix de guerre 1939-1945.
Après la Seconde Guerre mondiale, Augustin de Villeneuve-Bargemon quitte l'armée, avec le grade de commandant de réserve, pour s'occuper de l'exploitation des terres agricoles familiales à Davenescourt, et remet en valeur le jardin à la française du château de Davenescourt.

### Responsable agricole
En 1947, il est élu président de la coopérative agricole de Montdidier, qu'il regroupe en 1961 avec six autres coopératives, pour former l'U.C.A.P. en 1966.
Il devient administrateur de la caisse locale du Crédit agricole de Montdidier en 1950, à la suite de son père, avant de devenir en 1953 vice-président, puis le 29 mars 1966, le président de la Caisse régionale du Crédit agricole de la Somme, jusqu'en 1977, où il a pour successeur Marcel Deneux. Il est membre du comité central de la Fédération nationale du Crédit agricole mutuel.
II est élu en 1951 à la Chambre d'agriculture de la Somme et en prend la présidence à partir de 1955 jusqu'en 1964, où il la laisse à Charles Edmond Lenglet.
Vice-président du comité d'expansion économique et sociale du département de la Somme et membre du comité de développement économique régional (CODER), Villeneuve-Bargemon siège également au conseil d'administration de la Fédération départementale des syndicats d'exploitants agricoles (FDSEA), à la commission départementale de remembrement et à la commission consultative des baux ruraux. Il est membre de l'Association nationale pour la vulgarisation agricole.

### Sénateur
Devenu sénateur de la Somme le 27 mai 1966, en remplacement d'Omer Capelle, décédé le 26 mai 1966, il estime ne pas pouvoir exercer simultanément toutes les fonctions qui lui sont confiées et démissionne de son mandat de sénateur le 2 juin suivant.
Il est maire de Davenescourt de 1971 à 1983 .

### Distinctions
- Officier de la Légion d'honneur
- Croix de guerre 1939–1945
- Commandeur de l'ordre du Mérite agricole

## Pour approfondir